# Majītha
Majītha är en ort i Indien.   Den ligger i distriktet Amritsar och delstaten Punjab, i den norra delen av landet, 400 km nordväst om huvudstaden New Delhi. Majītha ligger 241 meter över havet och antalet invånare är 13 900.
Terrängen runt Majītha är mycket platt. Runt Majītha är det mycket tätbefolkat, med 2 103 invånare per kvadratkilometer. Närmaste större samhälle är Amritsar, 16,9 km sydväst om Majītha. Trakten runt Majītha består till största delen av jordbruksmark.